# Tönning
Tönning é uma cidade da Alemanha, distrito de Nordfriesland, estado de Schleswig-Holstein.